# Guido (vescovo di Firenze)
Guido (X secolo – Firenze, XI secolo) è stato un vescovo italiano, vescovo di Firenze all'inizio dell'XI secolo.

## Biografia
Di questa figura si hanno scarsissime notizie, l'unico documento pervenutoci è una concessione livellaria datata 1004, contenuta nel codice chiamato Bullettone, un voluminoso libro conservato nell'archivio della Curia Arcivescovile di Firenze e che contiene essenzialmente un registro di beni immobili episcopali e degli atti ad essi relativi.
Succedette a san Podio II, mentre dopo di lui la carica vescovile fu assegnata a Ildebrando.